# СА 72-4
СА 72-4 (углеводный антиген 72-4, tumor-associated glycoprotein 72, TAG-72) — гликопротеин поверхности эпителия у плода человека, используется как онкомаркёр для диагностики и мониторинга при раке желудка и яичников. Молекулярная масса 230 - 1000 кДа. В норме обнаруживается только в эмбриональном периоде в клетках желудочно-кишечного тракта. У взрослых появляется при раке толстого кишечника, лёгких, яичников, эндометрия, поджелудочной железы, желудка, молочных желёз. 
Повышенные уровни СА 72-4 обнаруживаются у 6,7% больных с доброкачественными заболеваниями (панкреатит, цирроз печени, кисты яичников, аутоиммунные болезни, доброкачественные опухоли ЖКТ).

## Использование

### Рак желудка
СА 72-4 используется в сочетании с РЭА, СА 19-9 для мониторинга рака желудка. Чувствительность теста СА 72-4 при раке желудка колеблется от 28 до 80%, в среднем около 40—46%. Уровень повышения коррелирует со стадийностью процесса, после удаления опухоли он возвращается к норме за 3-4 недели.
СА 72-4 немного более чувствителен к рецидивам по сравнению с РЭА и Са 19-9. Комплексное применение этих маркеров повышает чувствительность и специфичность тестирования.

### Рак яичников
Чувствительность одиночного теста СА 72-4 при раке яичников по разным данным колеблется от 47 до 80%. В сочетании с СА-125 чувствительность возрастает как при первичной диагностике, так и при мониторинге течения рака.

### Колоректальный рак
Чувствительность теста при раке толстого кишечника составляет порядка 20 - 41%, при этом наблюдается корреляция с клинической стадией болезни. После хирургического удаления опухоли уровень CA 72-4 снижается. При мониторинге постоянно повышенная концентрация CA 72-4 может наблюдаться в случае присутствия остатков опухоли. Совместное использование CA 72-4 и РЭА повышает чувствительность тестирования к рецидивам заболевания.